# Gauville-la-Campagne

Gauville-la-Campagne este o comună în departamentul Eure, Franța. În 1 ianuarie 2022 avea o populație de 647 de locuitori.